# Hedningarna
Hedningarna, шведський (деякий час фінський) нео-фолковий гурт, яка у своїй музиці поєднує елементи електронної і рок-стилю з мотивами старих скандинавських пісень.
Група в музиці схиляється до співу йойк, традиційної форми пісень народу саами.

## Історія
Халбус Тоте Мэтсан, Андерс Стейк і Бьорн Толін сформували групу «Hedningarna» в 1987. Слово Hedning по-шведськи означає «язичник». Вони прагнули далі заглибитися в стару нордичну культуру, в тому числі використовуючи стародавні інструменти, вже давно забуті шведською фолк-сценою. Стейк, професійний виконавець на лютні, також почав виробляти і нові інструменти заради збагачення новими звуками мелодій.
У 1988 році учасники групи Hedningarna написали і виконали більшу частину музики для театральної постановки Den stora vreden (що означає «Лютий гнів»), яка стала дуже популярною і привернула увагу до музики групи. Перший альбом під назвою Hedningarna був виданий на студії Alice Records в 1989. У 1991 почала співпрацювати з іншою студією, Silence Records. Вони познайомилися з фінськими співачками Санною Куркі-Суоніо (Sanna Kurki-Suonio) і Телай Пауласто (Tellu Paulasto). Альбом Kaksi! (фінською два) з'явився у вересні 1992. У 1993 Hedningarna отримала шведську нагороду Grammis за найкращий фольклорний альбом року. Альбом Kaksi! дуже активно розкуповувався (було продано близько 35 000 копій). Британський ді-джей Sasha записав ремікс на пісню Kruspolska групи Hedningarna, який навіть потрапив у верхні рядки англійського хіт-параду.
Третій альбом Trä був виданий у вересні 1994. Журнал Melody Maker написав з цього приводу «це може звучати по-дикунськи, але здається, що це найважливіші звуки на світі.» Hedningarna виступила на фестивалі Roskilde Festival в присутності 20 000 осіб на другій за розміром сцені фестивалю. У 1995 Hedningarna їздила з туром по Скандинавії і далекому зарубіжжі. Збірник найкращих пісень з альбомів Trä і Kaksi! був виданий у США. У 1995 їхні альбоми вже продавалися в Іспанії, Голландії, Бельгії, Польщі, Таїланді, Великій Британії і США.
Співачки Куркі-Суоніо і Пауласто залишилися вдома, у Фінляндії, під час виступів і турів у1996, через народження дітей і потребу вчитися. Паўласта вирішила покинути групу, і її вокал був замінений на вокал іншої співачки Аніти Лехтоли, яка навчалася разом з Паўласта в Гельсінкі. Мэтсан, Стейк і Толін почали працювати над новим альбомом Hippjokk. Рок-гітарист Ульф Іварсан грав на новій бас-мандорі, створеної Мэтсанам. Фінський йок-співак Ньому Саарі і відомий норвезький гітарист Кнут Раерсруд брали участь в записі цього альбому. Йохан Лільемарк грав на діджеріді, інструменті, схожому на флейту, на якій він вивчився грати в Австралії, коли жив серед тубільців. Hippjokk з'явився в музичних магазинах в лютому 1997. Група знову вирушив у тур по світу, співала в Іспанії, Бельгії. Ульф «Рокис» Іварсан став постійним учасником групи. Андерс Стейк змінив своє ім'я на Андерс Норуде.
Зиму 1998 року гурт Hedningarna провів у Карелії (Росія), де музиканти шукали натхнення і автентичного матеріалу для запису наступного альбому, Karelia Visa («Віза в Карелію»). Влітку і навесні того ж року альбом був записаний. Гурт попрямував до Іспанії з туром по країні. Ульф Іварсан вийшов зі складу групи відразу після закінчення записів. Метсан і Толін разом зі скрипачкою Олою Бекстрем записали музичний диск для танцювальної трупи Virvla. Диск був виданий на студії Silence records в 1999. Санна Куркі-Суоніо в тому ж році записала сольний альбом, виданий у Фінляндії. Слухачі почули «Візу в Карелію» в 1999. Невтомний гурт знову попрямував до скандинавського туру, а після — в тур по США.
Скрипаль Магнус Стынэрбом приєднався до групи. У 2000 Норуде записав свій сольний альбом. У тому ж році до складу групи прийшов новий перкусіоніст Христіан Свенссон, замінивши одного із засновників групи, Бйорна Толіна. В 2003 був виданий збірник 1989-2003. За весь час було продано близько 150 тис. альбомів Hedningarna. У 2003 всі співаки покинули гурт, і від того часу він знову став виключно інструментальним.

## Учасники

### Діючі
- Халбус Тоте Метсан
- Андерс Норуде
- Christian Svensson
- Magnus Stinnerbom

### Колишні
- Бьорн Толін
- Аніта Лехтола-Толін
- Лііза Матвейнэн
- Сана Куркі-Суоніо
- Телу Пауласта (Tellu Paulasto)
- Ульф Іварсан

## Дискографія
- Hedningarna (1989)
- Kaksi (1991)
- Trä (1994)
- Kruspolska, мікс запис від SASHA (1994)
- Hippjokk (1997)
- Karelia Visa (1999)
- 1989-2003 (2003)
- & (2012)
- Kult (2016)

## Схожі виконавці
- Garmarna
- Gjallarhorn
- Hoven Droven
- JPP
- Sanna Kurki-Suonio
- Loituma
- Anders Norudde
- Triakel
- Värttinä
- Väsen